# Wywiad telefoniczny
Wywiad telefoniczny jest pośrednim pomiarem sondażowym. Polega na przeprowadzeniu przez ankietera rozmowy z respondentem na podstawie listy pytań zadawanych przez telefon. Jego głównym zadaniem jest uzyskanie określonego zestawu informacji od respondenta w procesie wzajemnej komunikacji respondent-ankieter.
Rodzajem wywiadu telefonicznego jest CATI.

## Różnice między wywiadem telefonicznym a innymi formami pomiaru
- metodami doboru próby,
- zaprojektowaniem kwestionariusza,
- przeprowadzeniem wywiadu,
- liczbą i jakością odpowiedzi,
- trafnością pomiaru[1].

## Zalety wywiadu telefonicznego
- szybkość przeprowadzenia badania,
- stosunkowo tania i prosta,
- nie występują bariery przestrzenne,
- możliwość powtórzenia wywiadu,
- łatwy do scentralizowania i skomputeryzowania,
- czas wywiadu telefonicznego jest znacznie krótszy niż czas wywiadu osobistego czy ankiety pocztowej,

## Wady wywiadu telefonicznego
- brak informacji o reakcjach pozawerbalnych,
- brak możliwości zaprezentowania materiałów pomocniczych,
- kwestionariusz składa się z prostych, krótkich pytań,
- ograniczona problematyka badań,
- respondent może stosunkowo łatwo odmówić odpowiedzi.